# 아마가세정
아마가세정(天瀬町)은 오이타현 서부의 히타군의 북동부에 있던 정이다. 
2005년 3월 22일에, 마에쓰에촌, 나카쓰에촌, 가미쓰에촌, 오야마정과 함께 히타시에 편입합병해 행정자치체로서는 소멸하였다.

## 역사
- 1955년 - 3촌이 합병해  사카에촌이 되었다.
- 1966년 4월 1일 - 정으로 승격해, 아마가세정이 되었다.
- 2005년 3월 22일 - 마에쓰에촌, 나카쓰에촌, 가미쓰에촌, 오야마정과 함께 히타시에 편입합병 되었다.

## 교통

### 도로
- 국도 210호선